# Montchanin
 Montchanin  (hasta el 5 de octubre de 1958 Montchanin-les-Mines) es una comuna y población de Francia, en la región de Borgoña, departamento de Saona y Loira, en el distrito de Chalon-sur-Saône. Es la cabecera y mayor población del cantón de su nombre.
Está integrada en la Communauté urbaine Le Creusot-Montceau-les-Mines .

## Demografía
| 6405 | 6408 | 6279 | 6263 | 5960 | 5593 |
| Para los censos de 1962 a 1999 la población legal corresponde a la población sin duplicidades (Fuente: INSEE [Consultar]) |      |      |      |      |      |

Los primeros datos de que se dispone, de 1853, indican 1500 habitantes. Su población en el censo de 1999 era de 5.593 habitantes, en 2006, de 5521 y en 2009, de 5500. Su aglomeración urbana incluye además Saint-Eusèbe y Saint-Laurent-d'Andenay, y tenía un censo de 7.644 habitantes.